# Eckerö
Eckerö là một đô thị của Åland, Phần Lan. Đô thị này có dân số 923 người và diện tích 112,89 km² trong đó có 1,7 km² là diện tích mặt nước. Mật độ dân số là 8,3 người trên mỗi km².
Dân đô thị này chỉ sử dụng tiếng Thụy Điển với 95% nói tiếng Thụy Điển. Đây là đô thị cực tây của Åland và Phần Lan.

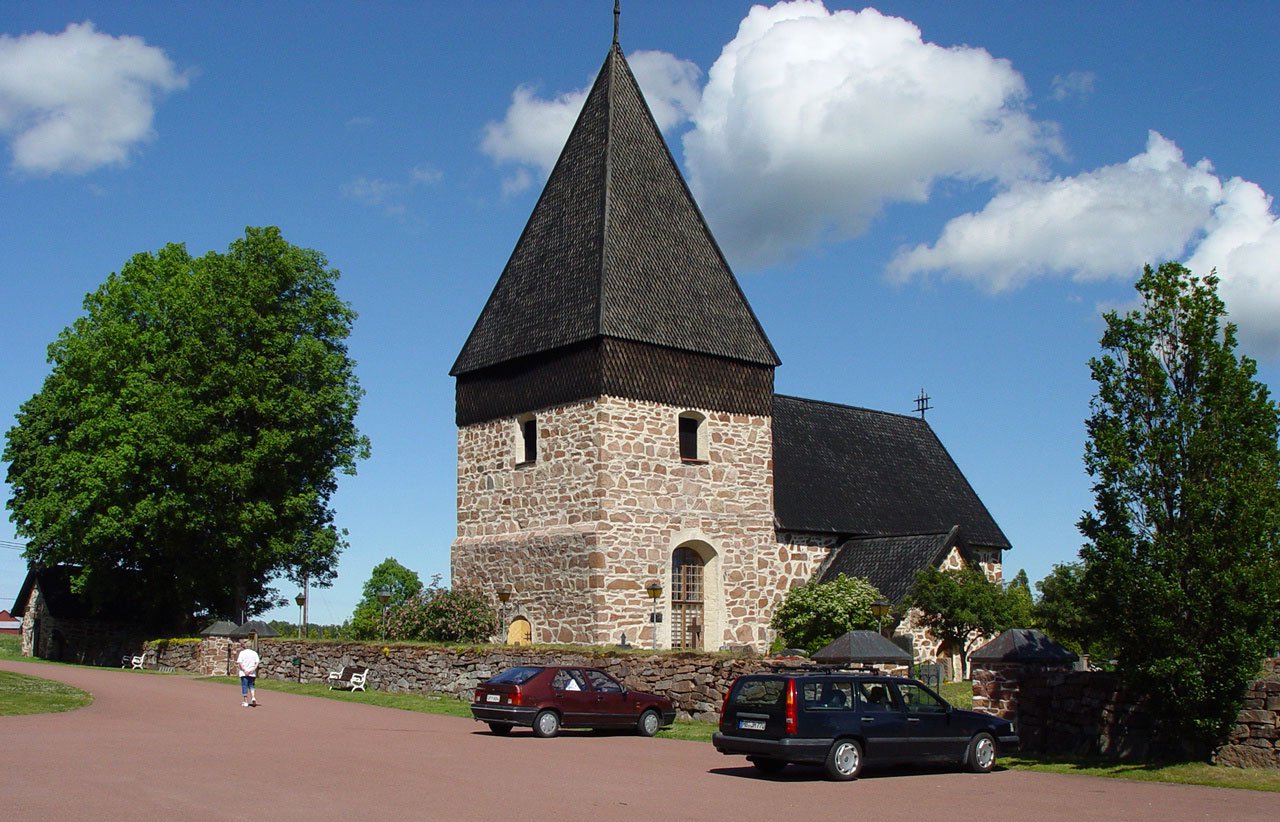
Nhà thờ Eckerö

Trước đây, tên đô thị này là "Ekkerö" trong các tài liệu bằng tiếng Phần Lan, nhưng ngày nay có tên "Eckerö" cũng bằng tiếng Phần Lan.